# Ostmarkumtauschabgabe
Die Ostmarkumtauschabgabe war eine Steuer in West-Berlin, die von 1952 bis 1967 erhoben wurde. Wechselstuben mussten 1 % des umgetauschen Betrages als eine Art Umsatzsteuer abführen.

## Hintergrund
Die Berliner Teilung hatte die vielfältigen wirtschaftlichen Verflechtungen im Großraum Berlin hart getroffen. Verstärkt wurde dies durch die Trennung der Währung in „DM-West“ und „DM-Ost“, verbunden mit der Einführung konträrer Wirtschaftssysteme, der Sozialen Marktwirtschaft im Westen und der Zentralverwaltungswirtschaft im Osten. Die Situation ist im Detail in Artikel Berliner Mauer beschrieben. Insbesondere die Grenzgänger führten dazu, dass Menschen im anderen Teil ihren Lebensunterhalt verdienten und damit auch in der jeweils anderen Währung entlohnt wurden. In der DDR einschließlich Ost-Berlins war die Ausfuhr der Ost-Mark verboten und der Ankaufskurs für Westmark administrativ auf 1:1 festgesetzt. Dagegen entwickelte sich in West-Berlin, wo Einfuhr und Besitz der Ost-Mark legal war, sofort ein dem Angebot und der Nachfrage entsprechender Handel mit beiden Währungen.
Da das Angebot an Ost-Mark die Nachfrage überstieg, schwankte der Kurs der West- zur Ost-Mark um etwa 1:4 bis 1:5. Die Wechselstubenbesitzer erschienen in der Wahrnehmung der Öffentlichkeit teilweise als Währungsspekulanten und hatten einen entsprechenden Ruf.

## Die Ostmarkumtauschabgabe
Das Abgeordnetenhaus von Berlin führte mit dem „Gesetz über den Ostmarkumtausch vom 21. Dezember 1951“ (VOBl Berlin S. 1189) die Ostmarkumtauschabgabe ein. Das Gesetz trat am 1. Januar 1952 in Kraft. Der An- und Verkaufskurs musste nunmehr werktäglich von einem Ausschuss der Wechselstubenbetreiber festgelegt werden. Er hatte sich nach Angebot und Nachfrage zu richten. Eine Unter- bzw. Überschreitung des Mittelkurses war nur bis zu 3 Prozent erlaubt. Banken und Wechselstuben mussten 1 % des getauschten Betrages als Steuer abführen. Maßgeblich war der DM-Betrag des Tausches, die Steuer musste ebenfalls in D-Mark abgeführt werden. Gemäß der Ausführungsverordnung vom 24. März 1952 hatte der Steuerpflichtige diese Umsätze aufzuzeichnen, die Steuern selbst zu ermitteln und monatlich an das Finanzamt abzuführen. Die Finanzämter mussten die steuerpflichtigen Unternehmen mindestens einmal je drei Jahre prüfen.
In der Abgeordnetenhausdebatte erklärte der Senator für Kreditwesen, Paul Hertz, dass der monatliche Bruttogewinn der 50 zugelassenen Wechselstuben bei rund 600.000 DM liege. Nach Abzug der Betriebskosten erziele eine Wechselstube im Monat einen Reingewinn von 6.000 DM.
Die Steuer führte zu einem leicht unterschiedlichen Kurs für die Ost-Mark in Westberlin und Westdeutschland (außerhalb Berlins wurde keine vergleichbare Abgabe erhoben). Fiskalisch war die Abgabe nicht sehr bedeutsam.
Mit der Aktion Blitz entwertete die DDR 1957 die umlaufenden Banknoten und führte damit zu einem großen Verlust der Wechselstuben und zu einem deutlichen Rückgang des Umtauschs. Der Bau der Berliner Mauer 1961 ließ das Geschäft zusammenbrechen. Die meisten Wechselstuben stellten ihr Geschäft ein. Die Ostmarkumtauschabgabe bestand weiter und erlöste 1966 noch 171.000 DM. 1967 wurde die Ostmarkumtauschabgabe aufgehoben.